# Tetricus II
Pour les articles homonymes, voir Tetricus.

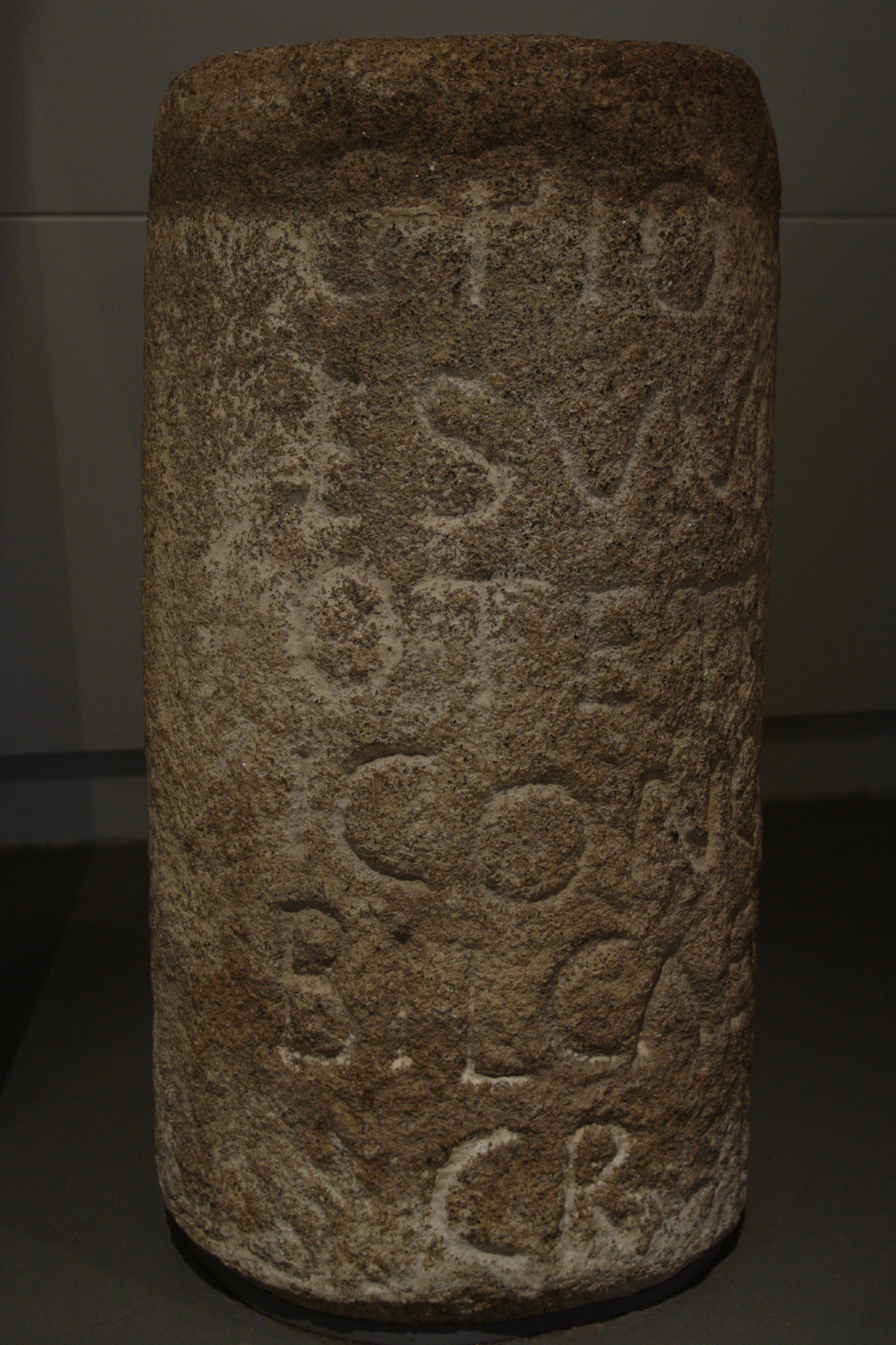
Borne milliaire dédiée au César Tetricus, trouvée à Saint-Gondran (Ille-et-Vilaine). Ref. CIL 17-02, 00424 = = CAG-35, p 124

Tetricus II ou Tetricus le Jeune est le fils de Tetricus Ier. On ne sait rien de lui sinon qu'il fut associé au pouvoir avec le titre de César avec son père dans l'Empire des Gaules. Après leur défaite, il figura avec son père au triomphe d'Aurélien à la fin de l'année 274.

## Biographie
Selon les auteurs antiques, Tetricus le Jeune est associé à l'empire dès l'avènement de son père,. Son père lui accorde les titres de très noble César et de prince de la jeunesse. Mais selon Jean Lafaurie, l'abondance des émissions d'aurei et d'antoniniens de Tetricus père semble montrer un net décalage entre l'avènement de Tetricus père en décembre 271 et celui de son fils, qui se situerait au début 273. L'épigraphie latine apporte quelques témoignages sur l'existence de Tetricus le Jeune, essentiellement sur des bornes milliaires en Gaule et en Bretagne, où figure son nom seul ou associé à celui de son père. Plus particulièrement, le milliaire de Béziers associe les deux Tetricus lors de la seconde puissance tribunicienne du père, soit entre décembre 271 et décembre 272, ce qui contredirait l'interprétation de Lafaurie. 
Le rédacteur de l'Histoire Auguste s'est senti obligé de lui consacrer une biographie, sans doute par souci d'analogie avec les autres de l'œuvre (les deux Valériens, les deux Galliens, les deux Maximins etc.). Mais cette vie est remplie d'inventions de l'auteur et de fantaisies. Elle raconte que l'empereur Aurélien aurait appelé Tetricus père comme correcteur de toute l'Italie et aurait fait des deux Tetricus des sénateurs consulaires. Selon André Chastagnol, le passage qui en parle est d'évidence inauthentique.